# 大湖隧道

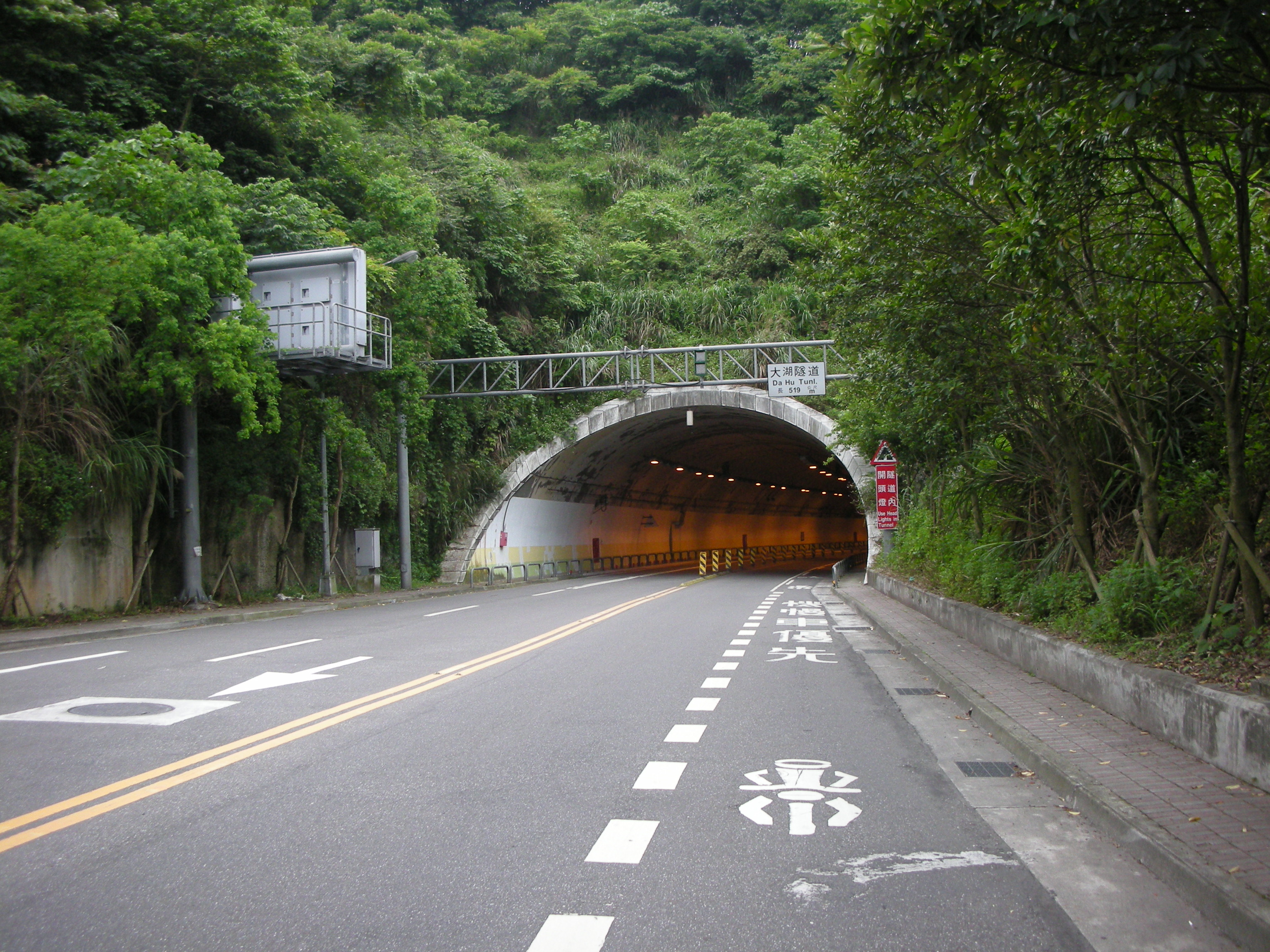
大湖隧道東南端入口

大湖隧道（英語：Da Hu Tunnel），又稱成功隧道。是位於台灣台北市內湖區康湖路上三座隧道西段的一座公路隧道，位置靠近大湖公園，「東湖地區聯外山區線道路新築工程」的一部分。由西往東的路線來看，大湖公園旁的成功路5段，轉往康湖路汐止方向，行經大湖橋後可連接大湖隧道西側出入口。穿越大湖隧道後，東側出入口再過去，可連接安泰橋、安泰隧道，及康樂橋、康樂隧道，直至東湖康樂街口為止。台北市工務局新建工程處發包，中興工程顧問公司設計，聯合大地工程顧問公司監造，力山環境科技公司環境監測，林同棪工程顧問公司營建管理，福清營造公司施工。隧道全長519公尺。2006年3月9日貫通（另一說法為2月貫通），2006年12月6日通車。

## 基本資料
- 隧道設計：單孔雙向。
- 橫坑：無
- 最高速限：50Km/h
- 標線規劃：各設一混合車道，一機慢車專用道（與自行車共用）。
- 行人專用道：設於隧道內左右兩側。